# اللجنة الشعبية المؤقتة لكوريا الشمالية
كانت اللجنة الشعبية المؤقتة لكوريا الشمالية سلطة مركزية وحكومة مؤقتة بحكم الأمر الواقع في كوريا الشمالية.
تأسست اللجنة في 8 فبراير 1946 استجابة لحاجة الإدارة المدنية السوفيتية والشيوعيين إلى مركزية السلطة في شمال كوريا، التي كانت آنذاك منطقة مقسمة إلى لجان شعبية إقليمية. وباعتبارها أعلى مؤسسة سلطة إدارية في شمال كوريا، فقد أصبحت أيضًا حكومة مؤقتة بحكم الأمر الواقع تنفذ إصلاحات، مثل إصلاحات الأراضي وتأميم الصناعات الرئيسية.
لقد خلفتها اللجنة الشعبية لكوريا الشمالية في 21 فبراير 1947، والتي أصبحت حكومة مؤقتة مع انتقال شمال كوريا إلى جمهورية كوريا الشعبية الديمقراطية.

## التاريخ
مع استسلام إمبراطورية اليابان في الحرب العالمية الثانية في أغسطس 1945، تم تشكيل اللجان الشعبية في جميع أنحاء كوريا. تم الاعتراف بإدارة هذه اللجان من قبل القوات السوفيتية التي دخلت شمال كوريا حينما أسست سلطة الاحتلال الخاصة بها المعروفة باسم الإدارة المدنية السوفيتية في 3 أكتوبر 1945.
كانت المحاولة الإدارية الأولى من قبل السوفييت لإنشاء حكومة مركزية في شمال كوريا هي اللجان الشعبية الإقليمية الخمس التي تأسست في 8 أكتوبر 1945 وكانت برئاسة تشو مان سيك رئيس لجنة شعب جنوب بيونغان الوطنية، والذي كان أبرز شخصية في شمال كوريا وأحد مرشحي السوفييت لزعامة كوريا الشمالية مستقبلًا. كانت هذه اللجنة مؤسسة مؤقتة ذاتية الحكم تأسست من قبل ممثلي اللجان الشعبية الإقليمية الخمس في شمال كوريا، والتي تكونت من تحالف بين الشيوعيين والقوميين. انتهت اللجان الإدارية الإقليمية الخمس بعد أن اعتقل السوفييت تشو مان سيك في يناير 1946 بسبب تعارض الأيديولوجيات بين الاثنين ومعارضة تشو لاقتراح مؤتمر موسكو للوصاية في كوريا.
في الفترة من 8 إلى 9 فبراير 1946، أنشأ اجتماع للأحزاب السياسية والمنظمات الاجتماعية واللجان الشعبية والمكاتب الإدارية في شمال كوريا اللجنة الشعبية المؤقتة لكوريا الشمالية. لقد رأس هذه اللجنة الجديدة، التي يهيمن عليها الشيوعيون، رئيسها كم إل سونغ، وهو شيوعي مدعوم من السوفييت ليصبح زعيم كوريا الشمالية. أصبحت هذه اللجنة فعليًا حكومة مؤقتة بحكم الواقع لتنفيذها إصلاحات في شمال كوريا مثل إصلاحات الأراضي وتأميم الصناعات الرئيسية وفقًا لمنصة العشرين نقطة التي أصدرها كم إل سونغ في مارس 1946. استمرت الإدارة المدنية السوفيتية في العمل بالتزامن مع اللجنة الشعبية المؤقتة لكوريا الشمالية، ولكن في دور استشاري.
عقدت اللجنة الشعبية المؤقتة لكوريا الشمالية انتخابات اللجان الشعبية المحلية في نوفمبر 1946. كان هذا استعدادًا لانتخاب مجلس الشعب في كوريا الشمالية في فبراير 1947، الذي نظم اللجنة الشعبية لكوريا الشمالية في 21 فبراير 1947 والتي أصبحت الحكومة المؤقتة التالية في كوريا الشمالية.

## التنظيم
تم تنظيم اللجنة الشعبية المؤقتة لكوريا الشمالية من خلال اجتماع للأحزاب السياسية والمنظمات الاجتماعية والمكاتب الإدارية واللجان الشعبية في كوريا الشمالية يومي 8 و9 فبراير 1946.
شارك في الاجتماع 137 ممثلًا منهم ممثلان من الحزب الشيوعي الكوري وممثلان من الحزب الديمقراطي الكوري وممثلان عن تحالف الاستقلال وممثلان عن الاتحاد العام لنقابات العمال وممثلان عن الاتحاد العام؛ من اتحادات الفلاحين، وممثلة من رابطة المرأة، وممثل من رابطة الشباب الديمقراطي، وممثل من الجمعيات الدينية، وممثل من الجمعية الثقافية الكورية السوفيتية، و11 رئيس مكاتب إدارية، وممثلين عن اللجان الشعبية.
قدم كم إل سونغ تقريرًا عن الوضع السياسي في كوريا الشمالية ومسألة إنشاء لجنة شعبية مؤقتة في اليوم الأول من الاجتماع في 8 فبراير. أعقب ذلك في 9 فبراير انتخاب 23 عضوًا في اللجنة الشعبية المؤقتة لكوريا الشمالية، مع كم إل سونغ رئيسًا، وكيم تو بونج نائبًا للرئيس، وكانغ ريانغ أوك أمينًا عامًا.
| الاسم           | الانتماء                           |
| --------------- | ---------------------------------- |
| كم إل سونغ      | الحزب الشيوعي                      |
| كيم تو بونج     | تحالف الاستقلال                    |
| مو تشونغ        | الحزب الشيوعي                      |
| كانغ ريانغ أوك  | الحزب الديمقراطي                   |
| تشوي يونغ غون   | الحزب الديمقراطي                   |
| ري مون هوان     | مستقل                              |
| هان هوي جين     | مستقل                              |
| ري سون غون      | الحزب الشيوعي                      |
| ري بونغ سو      | الحزب الشيوعي                      |
| هان تونغ تشان   | مستقل                              |
| جانغ جونغ سيك   | الحزب الشيوعي                      |
| يون كي يونغ     | الحزب الديمقراطي                   |
| تشوي يونغ دال   | الحزب الشيوعي                      |
| كيم توك يونغ    |                                    |
| بانج يو يونج    | تحالف الاستقلال                    |
| هونغ كي جو      | الحزب الديمقراطي                   |
| هيون تشان هيونج | الاتحاد العام لنقابات العمال       |
| ري كي يونغ      | الجمعية الثقافية الكورية السوفيتية |
| كانغ جين غون    | الاتحاد العام لنقابات الفلاحين     |
| باك جونغ إيه    | رابطة المرأة الديمقراطية           |
| هونغ كي هوانج   | الحزب الديمقراطي                   |
| كانغ يونغ غون   | اتحاد العمال                       |
| بانج سو يونج    | رابطة الشباب الديمقراطي            |

تألفت اللجنة الشعبية المؤقتة لكوريا الشمالية أيضًا من عشر إدارات وثلاثة مكاتب (تمت زيادتها لاحقًا إلى أربعة مكاتب).
| المنصب                 | الاسم          | الحزب السياسي    |
| ---------------------- | -------------- | ---------------- |
| الرئيس                 | كم إل سونغ     | الحزب الشيوعي    |
| نائب الرئيس            | كيم تو بونج    | تحالف الاستقلال  |
| أمين عام               | كانغ ريانغ أوك | الحزب الديمقراطي |
| قسم الصناعة            | ري مون هوان    | مستقل            |
| قسم النقل              | هان هوي جين    | مستقل            |
| دائرة الزراعة والغابات | ري سون غون     | الحزب الشيوعي    |
| وزارة التجارة          | هان تونغ تشان  | مستقل            |
| دائرة الخدمات البريدية | جو يونغ يول    | الحزب الشيوعي    |
| قسم المالية            | ري بونغ سو     | الحزب الشيوعي    |
| قسم التربية            | جانغ جونغ سيك  | الحزب الشيوعي    |
| وزارة الصحة            | يون كي يونغ    | الحزب الديمقراطي |
| قسم العدل              | تشوي يونغ دال  | الحزب الشيوعي    |
| قسم الأمن              | تشوي يونغ غون  | الحزب الديمقراطي |
| مكتب التخطيط           | جونغ جين تاي   | الحزب الشيوعي    |
| مكتب الدعاية           | يا كي سوب      | الحزب الشيوعي    |
| مكتب الشؤون العامة     | ري جو يون      | الحزب الشيوعي    |

تم استبدال هان هوي جين في وقت لاحق كرئيس لقسم النقل من قبل هو نام هوي، واستبدال هان تونغ تشان كرئيس لقسم التجارة بجانغ سي يو. أصبح O Ki-sop لاحقًا رئيسًا لقسم العمل بعد إنشائه في سبتمبر 1946، حيث أصبح ري تشونغ وون الرئيس الجديد لمكتب الدعاية.

## الإصلاحات
في 23 مارس 1946، أصدر كم إل سونغ منصةً من 20 نقطة، أصبحت أساس الإصلاحات التي سيتم تنفيذها في شمال كوريا.
1. تطهير جميع بقايا الحكم الإمبريالي الياباني السابق تمامًا في الحياة السياسية والاقتصادية في كوريا.
2. فتح صراع لا يرحم ضد العناصر الرجعية والمعادية للديمقراطية داخل البلد، وحظر الأنشطة التي تمارسها الأحزاب والجماعات والأفراد الفاشيون والديمقراطيون.
3. ضمان حرية التعبير والصحافة والتجمع والمعتقد لجميع الناس. ضمان شرط الأنشطة الحرة للأحزاب السياسية الديمقراطية والجمعيات العاملة وجمعيات الفلاحين والمنظمات الاجتماعية الديمقراطية الأخرى.
4. جعل الشعب الكوري بأكمله يمتلك الواجب والحق في تنظيم اللجان الشعبية، والمؤسسات الإدارية المحلية الموحدة، من خلال انتخابات تقوم على اقتراع عام ومباشر ومتساوي وسري.
5. ضمان حقوق متساوية لجميع المواطنين بغض النظر عن الجنس والمعتقد وحيازة الممتلكات.
6. الإصرار على حرمة المسكن والشخص، والضمان القانوني للممتلكات والممتلكات الشخصية للمواطنين.
7. إلغاء جميع المؤسسات القانونية والقضائية المستخدمة خلال فترة الحكم الإمبريالي الياباني السابق والتي تأثرت به أيضًا، وانتخاب المؤسسات القضائية الشعبية على أساس المبادئ الديمقراطية وضمان المساواة في الحقوق بموجب القانون لجميع المواطنين.
8. تطوير الصناعات والمزارع والمواصلات والتجارة لزيادة رفاهية الناس.
9. تأميم الشركات الكبرى ومؤسسات النقل والبنوك والمناجم والغابات.
10. السماح بالحرية وتشجيعها في الحرف اليدوية والتجارة الخاصة.
11. مصادرة الأراضي من اليابانيين والمواطنين اليابانيين والخونة وملاك الأراضي الذين يمارسون الزراعة المستأجرة وإلغاء نظام الزراعة المستأجرة، وتكويل جميع الأراضي المصادرة لممتلكات الفلاحين مجانًا. جعل الدولة تدير جميع مرافق الري مجانًا.
12. النضال ضد المضاربين وأسماك القرش من خلال سن أسعار السوق للضروريات اليومية.
13. سن نظام ضريبي فردي وعادل، وتطبيق نظام ضريب تصاعدي على الدخل.
14. تطبيق نظام عمل مدته 8 ساعات للعاملين وكتبة المكاتب، وتنظيم الحد الأدنى للأجور. حظر العمل للذكور الذين تقل أعمارهم عن 13 عامًا، وتنفيذ نظام عمل لمدة 6 ساعات للذكور الذين تتراوح أعمارهم بين 13 و16 عامًا.
15. تطبيق التأمين على الحياة للعاملين وكتبة المكاتب وتنفيذ نظام التأمين للعاملين والمؤسسات.
16. تطبيق نظام التعليم الإلزامي الشامل، وتوسيع المدارس الابتدائية والإعدادية والثانوية والجامعات على نطاق واسع تحت إدارة الدولة. إصلاح نظام التعليم الشعبي وفق النظام الديمقراطي للدولة.
17. العمل على تطوير الثقافة الوطنية والعلوم والفنون، وتوسيع عدد المسارح والمكتبات ومحطات البث الإذاعي ودور السينما.
18. إقامة مدارس خاصة على نطاق واسع لتنمية المواهب المطلوبة في جميع قطاعات مؤسسات الدولة والاقتصاد الشعبي.
19. تشجيع الأشخاص والمؤسسات المنخرطة في العلوم والفنون وتقديم المساعدة لهم.
20. زيادة عدد مستشفيات الدولة والقضاء على الأمراض المعدية ومعالجة الفقراء بالمجان.[5]

في 8 مارس 1946، تم تنفيذ الإصلاح الزراعي في شمال كوريا والذي شهد مصادرة الأراضي من المواطنين والمنظمات اليابانية والمتعاونين الكوريين وملاك الأراضي والمنظمات الدينية. ثم أعيد توزيع الأراضي المصادرة على 420 ألف أسرة. تمت إعادة توزيع ما مجموعه 52% من مساحة أراضي كوريا الشمالية و82% من ملكية الأراضي.
في 24 يونيو 1946، تم تنفيذ يوم عمل مدته 8 ساعات، حيث تم تعيين العمال المشاركين في أعمال خطيرة إلى يوم عمل مدته 7 ساعات. تم حظر العمل لمن هم دون سن 14. تم تطبيق المساواة في الأجور والتأمين الاجتماعي للعمال.
في 22 يوليو 1946، تم سن قانون المساواة بين الجنسين في كوريا الشمالية.
في 10 أغسطس 1946، تم تأميم 1،034 منشأة صناعية رئيسية، أو ما يعادل 90% من إجمالي الصناعة في كوريا الشمالية.
في 27 ديسمبر 1946، تقرر أن يَمنح المزارعين في كوريا الشمالية 25% من محصولهم كضريبة زراعية.